# Święta Łucja (obraz Francisca de Zurbarána)

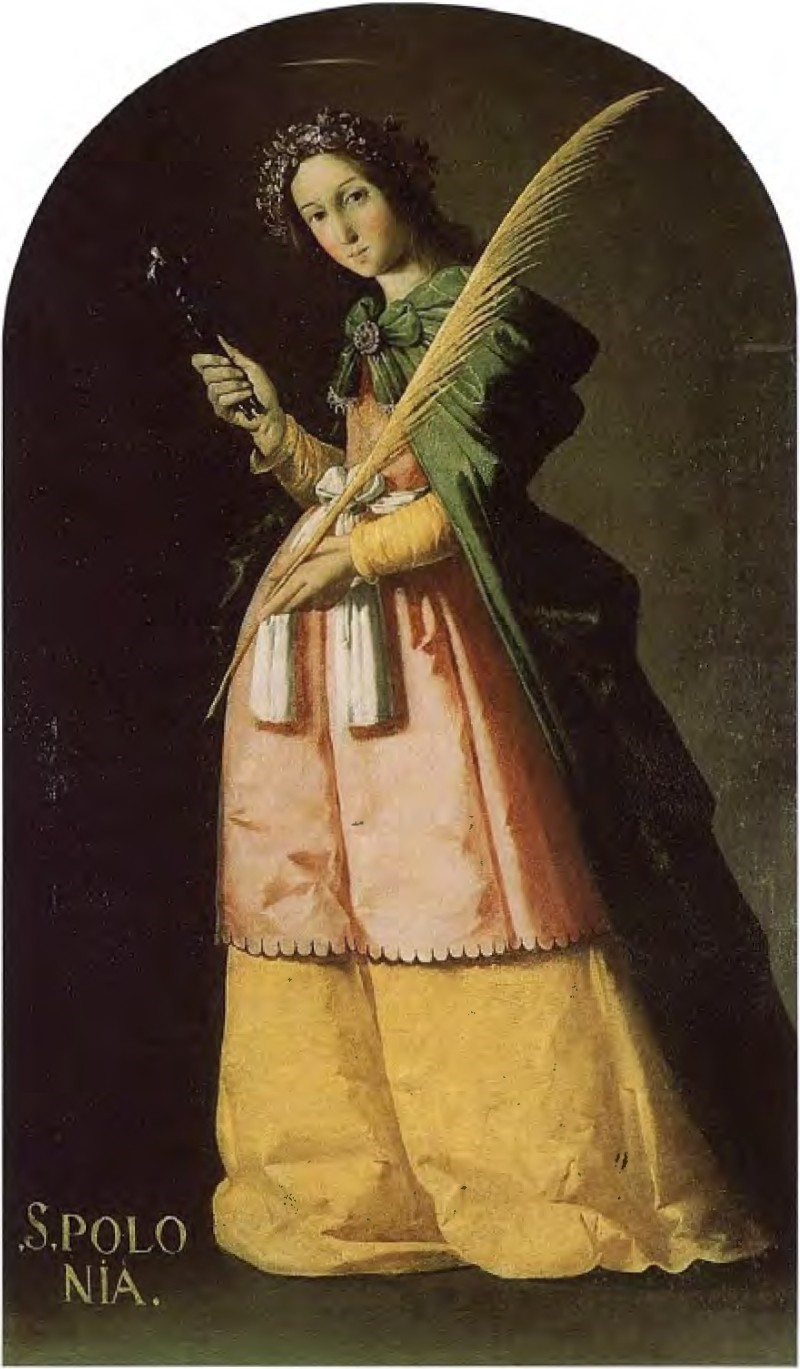
Święta Apolonia – pendant Św. Łucji.

Święta Łucja – obraz Francisca de Zurbarána przedstawiający św. Łucję z Syrakuz, znajduje się w zbiorach Muzeum Sztuk Pięknych w Chartres.

## Okoliczności powstania
Święta Łucja należy do serii obrazów przedstawiających święte dziewice, namalowanych przez Zurbarána i jego warsztat. Powstały w odpowiedzi na liczne zlecenia napływające z różnych instytucji religijnych. Święte Zurbarána to zwykle młode i bardzo eleganckie postacie kobiece, przepełnione pięknem i spokojem, ukazane bez oznak bólu czy cierpienia. Mają niewiele cech mistycznych, mimo że każda z nich posiada atrybuty związane z męczeństwem lub nadprzyrodzonym wydarzeniem, w którym brały udział. Obrazy były krytykowane przez część duchowieństwa, które uważało pompatyczne i ozdobne stroje świętych za nieprzyzwoite, twierdząc, że wyglądają jak zwykłe damy, a nie święte dziewice. Zurbarán bronił się przed krytyką, argumentując, że piękne stroje nadawały postaciom realizm i wzmacniały kult wiernych.

## Opis obrazu
Torturowana św. Łucja odmówiła porzucenia swej wiary. Mocą wyroku miała być zamknięta w domu publicznym i zmuszona do prostytucji. Wtedy, by się oszpecić, wydłubała sobie oczy. Na obrazie jej powieki są opuszczone, w jednej ręce trzyma palmę męczeństwa, a w drugiej paterę na której leżą jej oczy. Została przedstawiona w całej postaci. Elegancki strój jest podkreślony przez uzupełniające się kolory, a także kontrasty ciepłych tonów czerwieni i zimnego niebieskiego. Efekt połyskującego światła widoczny jest na takich przedmiotach jak: perły, kamee, cynowa patera z oczami, a także na tkaninach.
Obraz prawdopodobnie został namalowany do głównego ołtarza kościoła klasztoru de la Merced Descalza w Sewilli (obecnie siedziba Muzeum Sztuk Pięknych w Sewilli), razem z wizerunkiem św. Apolonii z Aleksandrii. Oba obrazy miały takie samy wymiary i format.

## Proweniencja
Obraz prawdopodobnie pochodzi z klasztoru de la Merced Descalza w Sewilli. W 1810 razem z pendantem znajdował się w Alkazarze w Sewilli, a w 1852 w prywatnej kolekcji marszałka Soulta. W 1876 Muzeum Sztuk Pięknych w Chartres zakupiło obraz od spadkobierców Soulta.